# Michal Kalhous
Michal Kalhous (* 31. ledna 1967, Valašské Meziříčí) je český fotograf, pedagog a kurátor. Jeho tvorba využívá analogovou techniku a specifický vizuální styl.

## Život a dílo
Kalhous se narodil v roce 1967 ve Valašském Meziříčí. Fotografii studoval ve fotografické speciálce u Mileny Valuškové na Základní umělecké škole M. Stibora v Olomouci. V Olomouci studoval obor učitelství matematika-fyzika na Přírodovědecké fakultě Univerzity Palackého a obor dějiny výtvarného umění na Filozofické fakultě UP. V Olomouci také začal působit na lokální výtvarné scéně od 90. let minulého století. V roce 2001 se stal kurátorem Galerie Šternberk, kde pracoval do roku 2006. Od roku 2006 působí jako odborný asistent na Katedře fotografie Fakulty umění Ostravské univerzity, kde je od roku 2009 vedoucím katedry intermédií a od roku 2010 vedoucím ateliéru tvůrčí fotografie. V roce 2021 byl zvolen děkanem Fakulty umění Ostravské univerzity.
Kalhous zpravidla ve svých fotografiích používá běžné motivy, jako jsou bagr nebo výletníci u kříže. Jeho vizuální styl je založen na velkoformátových černobílých zvětšeninách, často se sníženou ostrostí a kontrastem.

## Výběr z výstav
- 2024 Host do domu, Runářov[9]
- 2024 To či ono, Muzeum umění Olomouc[10]
- 2022 Starý knedlik, Ostrava[11]
- 2014 Muž a žena, Plato Ostrava
- 2013 My father is a star[12]
- 2012 Dobrý den pane sousede, Galerie Caesar, Olomouc; Focus café, Ústí nad Labem
- 2011 Rýč, míč, klíč, Fotofestival Uničov, Uničov